# Austroglanis barnardi
Austroglanis barnardi är en fiskart som först beskrevs av Skelton, 1981.  Austroglanis barnardi ingår i släktet Austroglanis och familjen Austroglanididae. IUCN kategoriserar arten globalt som starkt hotad. Inga underarter finns listade.